# Union Touring Łódź
El Union Touring Łódź fue un equipo de fútbol de Polonia que jugó en la Ekstraklasa, la primera división nacional.

## Historia
Fue fundado el 5 de marzo de 1932 en la ciudad de Lodz luego de la fusión de los equipos Klub Turystow Łódź y SS Union Łódź, y era compuesto principalmente por ciudadanos de Lodz de ascendencia alemana.
La sección de fútbol jugó en la Ekstraklasa solo en una temporada -1939- y además, quedó incompleta debido a que se vio interrumpida por el estallido de la Segunda Guerra Mundial. Cuando se interrumpió el torneo el UT-Ł estaba último en la tabla, con solo 3 después de 12 partidos jugados. El rendimiento del Union-Touring en la liga está relacionado con el récord de Ernest Wilimowski, que en el partido disputado el 21 de mayo de 1939 marcó 10 goles contra los jugadores del Łódź. El partido entre Ruch Chorzów y el Union-Touring terminó con el resultado 12:1 (3:0).
El club contaba con una gran plaza para todo tipo de reuniones y ejercicios del club junto con un característico edificio de madera de 1 piso en la actual pl. de la Comuna de París. En invierno, se organizó una pista de hielo pública en esta plaza. El club desaparece cuando inicia la Segunda Guerra Mundial

## Palmarés
- Segunda División Grupo 1: 1

1938